# 구라나가역
구라나가역(일본어: 倉永駅)은 일본 후쿠오카현 오무타시에 위치한 서일본 철도 덴진오무타 선의 역이다. 역 번호는 T46이다.

## 역사
- 1938년 10월 1일: 영업 개시.
- 1993년 11월 10일: 역사 개축.
- 2017년 2월 1일: 역 번호 도입.

## 역 구조
섬식 승강장 1면 2선의 지상역으로 유인역에서 자동 개찰기가 설치되어 있다. 또한, 2008년 5월 16일부터는 IC승차권용 간이 개찰기가 설치되었다.

### 승강장
| 1 | ■ 덴진오무타 선 | 신사카에마치・오무타 방면             |
| 2 | ■ 덴진오무타 선 | 야나가와・구루메・후쿠오카(덴진) 방면 |

## 역 주변
- 아마기 산(아마기 공원・오무타 하이트)
- 메이코가쿠인 중・고등학교
- 후쿠오카 현립 아리아케마이오세 고등학교
- 후쿠오카 현립 오무타키타 고등학교
- JR 가고시마 본선 요시노역
- 구라나가 우체국
- 구라나가 파출소
- y숍 크라나가

## 인접역
| 서일본 철도 ■ 덴진오무타 선                     | 서일본 철도 ■ 덴진오무타 선 | 서일본 철도 ■ 덴진오무타 선  |
| ----------------------------------------------- | --------------------------- | ---------------------------- |
| T45 니시테쓰와타제 니시테쓰 후쿠오카(덴진) 방면 | ■ 보통                      | 히가시아마기 T47 오무타 방면 |